# Фанкстаун (Меріленд)
Фанкстаун (англ. Funkstown) — місто (англ. town) в США, в окрузі Вашингтон штату Меріленд. Населення — 852 особи (2020).

## Географія
Фанкстаун розташований за координатами 39°36′30″ пн. ш. 77°42′29″ зх. д. / 39.60833° пн. ш. 77.70806° зх. д. (39.608424, -77.707934).  За даними Бюро перепису населення США в 2010 році місто мало площу 0,94 км², уся площа — суходіл.

## Демографія
Згідно з переписом 2010 року, у місті мешкали 904 особи в 417 домогосподарствах у складі 226 родин. Густота населення становила 963 особи/км².  Було 460 помешкань (490/км²).
Расовий склад населення:
| - 96,8 % — білих - 1,2 % — чорних або афроамериканців - 0,6 % — азіатів - 0,2 % — корінних американців - 0,1 % — вихідців з тихоокеанських островів |

До двох чи більше рас належало 0,9 %. Частка іспаномовних становила 0,4 % від усіх жителів.
За віковим діапазоном населення розподілялося таким чином: 17,6 % — особи молодші 18 років, 65,7 % — особи у віці 18—64 років, 16,7 % — особи у віці 65 років та старші. Медіана віку мешканця становила 46,2 року. На 100 осіб жіночої статі у місті припадало 96,9 чоловіків;  на 100 жінок у віці від 18 років та старших — 90,5 чоловіків також старших 18 років.
Середній дохід на одне домашнє господарство  становив 57 492 долари США (медіана — 47 250), а середній дохід на одну сім'ю — 71 082 долари (медіана — 69 327). Медіана доходів становила 41 806 доларів для чоловіків та 31 010 доларів для жінок. За межею бідності перебувало 7,9 % осіб, у тому числі 9,0 % дітей у віці до 18 років та 10,7 % осіб у віці 65 років та старших.
Цивільне працевлаштоване населення становило 486 осіб. Основні галузі зайнятості: роздрібна торгівля — 20,8 %, освіта, охорона здоров'я та соціальна допомога — 19,8 %, публічна адміністрація — 13,6 %, мистецтво, розваги та відпочинок — 11,5 %.